# Lupinus ventosus
Lupinus ventosus är en ärtväxtart som beskrevs av Charles Piper Smith. Lupinus ventosus ingår i släktet lupiner, och familjen ärtväxter. Inga underarter finns listade i Catalogue of Life.